# Astragalus jabbor-khailii
Astragalus jabbor-khailii är en ärtväxtart som beskrevs av Siro Kitamura. Astragalus jabbor-khailii ingår i släktet vedlar, och familjen ärtväxter. Inga underarter finns listade i Catalogue of Life.